# 2006年世界房車錦標賽智利站
2006年世界房車錦標賽智利站是2006年度世界房車錦標賽的第七站賽事，正式比賽在2006年9月3日於智利馬薩里克賽道上舉行。這是第一次在智利舉行賽事。第一回合由寶馬車隊的約克·梅拿勝出，第二回合由雪佛蘭車隊的荷夫勝出。